# Causa (derecho)
La causa es, para una parte de la doctrina jurídica, uno de los elementos esenciales del acto jurídico, junto con la voluntad y el objeto. Tradicionalmente se ha considerado que la causa consiste en la finalidad que cada sujeto persigue al contraer una obligación. También es importante saber cuál es la causa del contrato para determinar si es lícita.
El contrato que carece de causa o cuya causa es ilícita será inexistente (sólo en el primer caso) o nulo, dependiendo de la posición doctrinal que se adopte. Se considerará a una causa ilícita cuando sea prohibida por la ley, contraria a las buenas costumbres o al orden público. 
No debe confundirse con esto a la causa en Derecho procesal, que hace referencia al litigio que se dirime en los tribunales. En ese sentido, «conocer de una causa» significa ser juez en el litigio.